# El tao de la física
El tao de la física es el título en español del libro The tao of physics, escrito en 1975 por Fritjof Capra (1939-), doctor en física de la Universidad de Viena, director por años del Center for Ecoliteracy de la Universidad de Berkeley (California).
El libro consta de tres partes y dieciocho capítulos.

## Argumento
El autor considera que en el intento por comprender el misterio de la vida, el ser humano ha seguido diferentes caminos, entre ellos el del científico y el del místico. La tesis que plantea es: Los conceptos de la física moderna llevan a una visión del mundo muy similar a la de los místicos de todas las épocas y tradiciones. La finalidad del ensayo es explorar la relación entre tales conceptos, motivado por la creencia de que los temas básicos que utiliza para comparar la física con el misticismo serán confirmados, más que invalidados por futuras investigaciones.
Para Capra los dos pilares de la física moderna son: la teoría cuántica y la teoría de la relatividad abordadas en la primera parte del ensayo. Las filosofías orientales a las que hace referencia en la segunda parte son: el hinduismo, el budismo y el taoísmo.

## Paralelismos
Capra aclara la naturaleza del conocimiento que se va a comparar y el lenguaje en el cual ha sido expresado dicho conocimiento. Compara el conocimiento racional con el intuitivo. En la física se utiliza el método científico y como técnica la experimentación. En el misticismo el método es el yoga o la devoción y la técnica, la meditación.
Inicia recopilando los conceptos de la física clásica, planteados por Isaac Newton.
1. Espacio y tiempo absolutos.
2. Las partículas elementales.
3. La naturaleza causal de los fenómenos físicos.
4. El ideal de una comprensión objetiva de la naturaleza.

En la tercera parte del ensayo plantea los siguientes paralelismos:
1. La unificación.
2. La dualidad yin-yang y la dualidad onda-partícula
3. Espacio-tiempo como creaciones de la mente (misticismo cuántico)
4. La naturaleza dinámica del universo.
5. La teoría del campo unificado y la relación vacío y forma.
6. La danza cósmica y la naturaleza dinámica de la materia.
7. El cambio y el libro de las mutaciones I ching.